# 江戶
- 關於現時東京都市整體的概述，請見「东京」。
- 關於日本現行地方行政區，請見「東京都」。
- 關於日本曾經存在的一級地方行政區，請見「東京府」。
- 關於日本曾經存在的二級地方行政區，請見「東京市」。
- 關於「東京」一詞的其他涵義，請見「東京 (消歧義)」。

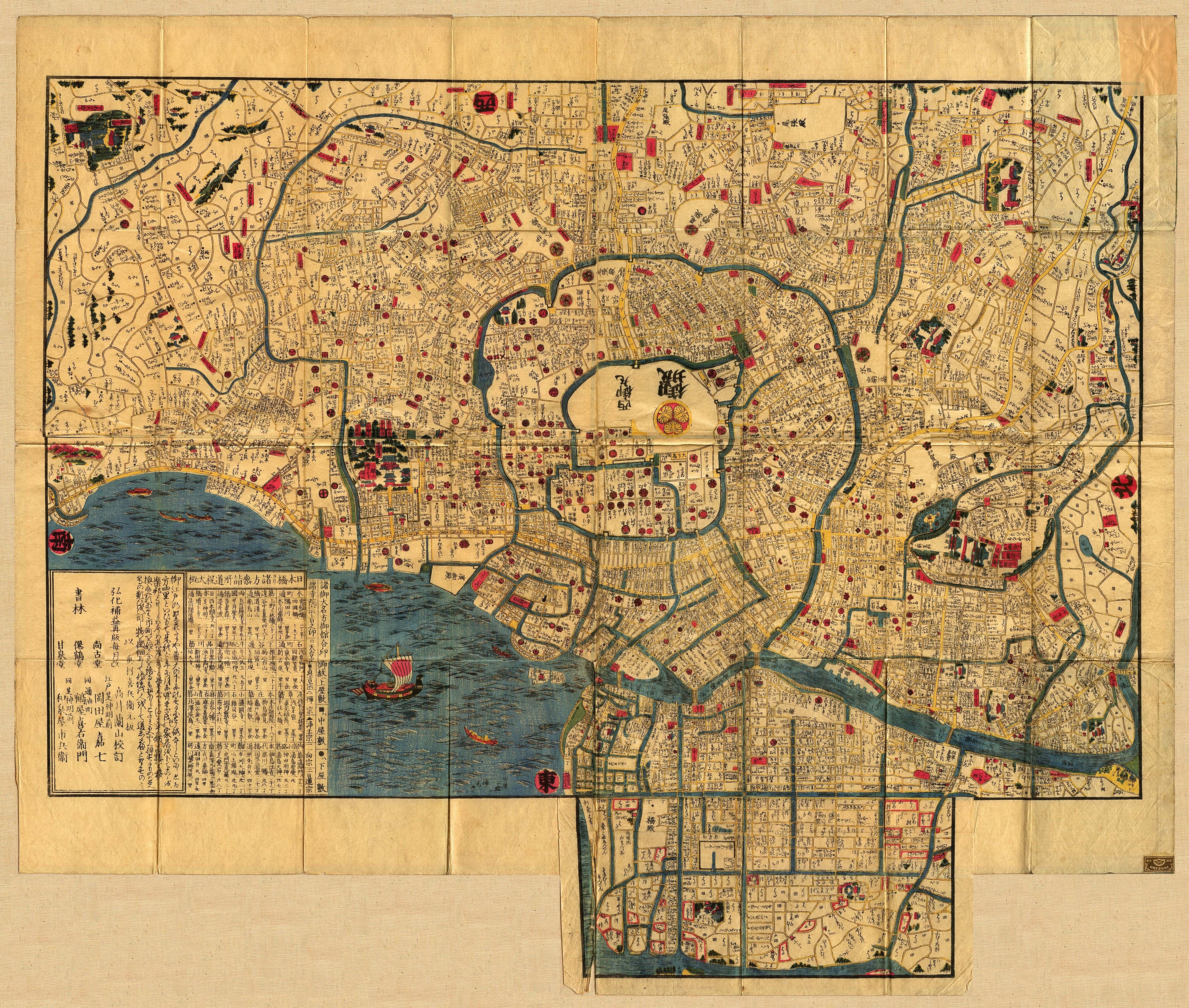
弘化年間（1844年-1848年）改訂江戶圖

江戶（日语：／ Edo）是日本東京之舊稱，特別是指江戶時代的東京，以江戶城（今皇居）為城市的中心。當時統治日本的德川氏以江戶城作為居所，並將幕府設置於此，使江戶成為當時日本實質的政治中心。江戶幕府與江戶時代便是得名於此。
江戶的市區分為兩大部分，分別為江戶城西側的「山之手」、以及東側的「下町」。作為江戶幕府的直轄地，江戶同時是德川氏（德川將軍家）的城下町，雅稱「武陽」（／ Buyō）。江戶幕府的將軍大多居住於江戶城，但日本的政治中心在幕末時代轉移到京都二条城，而末代將軍德川慶喜就任後完全沒在江戶城居住過。進入明治時代後，江戶被更名為東京。

## 歷史
「江戶」一詞最早記載於鎌倉時代的書籍《吾妻鏡》，是在平安時代後期產生的地名。其由來眾說紛紜，但最可信的解釋是從「江之入口」（江の入り口）簡化而來，其中「江」是指「入江」，是日語對海、湖等水體深入陸地的地形稱呼，類似港灣，「戶」則是入口之意。當時的江戶是位於做為武藏國與下總國分界的隅田川的河口西側，這個河口被稱為「日比谷入江」（位於現今的東京日比谷與丸之內一帶），與日後築城的江戶城址相當接近。
江戶的開發始於平安時代末期，秩父地區秩父氏（武藏國守代理職河越氏分家，畠山氏的分家）的分家，秩父重綱之子四朗，在江戶櫻田築居館（現在皇居的本丸、二之丸），並以該地為姓氏，改名為江戶重繼，建立了江戶氏。之後掌握關東管領職位的扇谷上杉家，由其家臣江戶氏太田資長（即太田道灌）在江戶氏的住所舊址上興築了江戶城。德川家康在關原之戰取得關鍵性的勝利後，於1603年以江戶城為據點開設江戶幕府，開啟了往後德川家掌權逾兩百年的江戶時代。
天正十八年（1590年）八月初一，德川家康受贈關八州而入城，江戶城雖已歷經太田道灌、北條氏的經營，但多經兵禍而荒廢，並不具備大城的樣貌，家康開始大力整建，仍比不上京都及大坂（今大阪）的人口及繁榮度。至第三代將軍德川家光時期因參勤交代制度化，各藩單身赴任的武士及服徭役的農民大量擁入，至此頃日本一國之力歷經三百年繁榮江戶，向江戶內海（今東京灣）填海建設市街、開鑿江戶城外護城河（即外堀）、整治江戶市區河川、建設玉川上水等供水設施，使得江戶的城市建設得以大力飛昇。
隨著武家與外來人口的大量移入，江戶成為東日本的經濟樞紐，也逐漸與大坂、京都所在的「上方」並列為日本文化的中心之地。另一方面，大量人口從農村移入江戶，也造成不少都市發展上的障礙。1657年的明曆大火後，江戶展開一連串都市更新計畫，大量開闢防火道、廣小路等防火設施，並重新配置大名宅邸，市區範圍逐漸跨越隅田川向東擴張。根據後世推算，江戶人口在18世紀初超過100萬人，是當時世界最大的城市，江戶時代結束時也有50萬人，仍居世界前列。
慶應四年（1868年）七月十七，明治天皇下詔將江戶改名為東京，並在同年十至十二月行幸東京，隔年（明治二年，1869年）更將皇室與政府駐地從京都遷到江戶，史稱遷都東京。此舉使東京成為實質上的日本首都，也延續江戶時代以來做為日本政經中樞的地位，直至今日。

## 都市發展
江戶時代初期，江戶的範圍僅止於今日的東京都千代田區周邊。明曆大火後，江戶市區的範圍向外擴張，因而有「八百八町」的稱號。1818年，江戶幕府劃定「朱引」，正式確立江戶的都市範圍，四方邊界分別至今之龜戶、西新宿、南品川與千住，這也是後世「大江戶」一詞所指的範圍。
與眾多日本城市相同，江戶發展的過程中刻意分為兩個特色區域，其一是「下町」，指江戶城東側的隅田川為首之河川、護城河地帶的庶民市街，另一是武家住宅區所在的「山之手」，從江戶城西南側向北延伸，地理上位於武藏野台地東端。